# Košická konfese
Košická konfese (lat. Confessio Cassoviensis) je věroučný dokument přijatý protestanty proti antitrinářské nauce roku 1568 v Košicích.
Přijetí vyznání bylo vyvoláno činností teologa Lukácse Egriho (†1574), zpochybňujícího učení o Svaté Trojici. Košickou konfesi spolupodepsali kalvínští i luterští teologové.